# Moravany, Michalovce
Moravany este o comună slovacă, aflată în districtul Michalovce din regiunea Košice. Localitatea se află la altitudinea de 110 m deasupra n.m., se întinde pe o suprafață de 16,67 km2 și în 2017 număra 1.046 de locuitori.

## Istoric
Localitatea Moravany este atestată documentar din 1260.

## Demografie
| An:                | 1994 | 2004   | 2014   | 2024   |
| ------------------ | ---- | ------ | ------ | ------ |
| Număr de persoane: | 1051 | 1040   | 1047   | 1034   |
| Diferență:         |      | −1,04% | +0,67% | −1,24% |

| An:                | 2023 | 2024   |
| ------------------ | ---- | ------ |
| Număr de persoane: | 1025 | 1034   |
| Diferență:         |      | +0,87% |